# Lactarius indigo
Lactarius indigo es una especie de hongo comestible de la familia Russulaceae. Su cuerpo fructífero presenta colores que van desde el azul oscuro en especímenes frescos al gris azulado pálido en los más viejos. La «leche», o látex, que emana cuando el tejido de la seta es cortado o roto —una característica común a todos los miembros del género Lactarius— también es de color azul añil, pero lentamente se torna en verde al entrar en contacto con el aire. El sombrero suele medir entre 5 y 15 centímetros de diámetro, y el pie alcanza entre 2 y 8 centímetros de longitud y entre 1 y 2,5 cm de grosor.
Es una especie de amplia distribución, y puede encontrarse en el este de Norteamérica, el este de Asia y en Centroamérica. L. indigo crece tanto en bosques caducifolios como de coníferas, donde forma micorrizas con robles y pinos.

## Taxonomía
Fue descrita por primera vez en 1822 como Agaricus indigo por el micólogo estadounidense Lewis David de Schweinitz, y ubicada en el género Lactarius en 1838, por el sueco Elias Magnus Fries. Hesler y Smith, en su estudio de 1960 de las especies norteamericanas de Lactarius, la definen como especie tipo de la subsección Caerulei, un grupo caracterizado por su látex y el sombrero azules. El nombre de la especie indigo significa, en latín, «azul». En inglés se le conoce con varios nombres comunes como indigo milk cap —literalmente «sombrero lechoso índigo»—, indigo Lactarius —«Lactarius índigo»—, o blue Lactarius —«Lactarius azul»—. En el centro de México, es conocido como añil, azul, hongo azul, zuin, zuine. En Veracruz y en Puebla también se le conoce como quexque (que significa «azul»).

## Descripción

### Características microscópicas
Las esporas son translúcidas (hialinas), de forma elíptica o casi esféricas. Sus dimensiones oscilan entre 7 y 9 µm de largo por entre 5,5 y 7,5 de ancho. Por medio del microscopio electrónico de barrido pueden observarse reticulaciones en la superficie de las esporas. Los basidios sostienen cuatro esporas de entre 37 y 45 µm de largo y de 8 a 10 de ancho. Los pleurocistidios tienen entre 40 y 56 µm de largo y entre 6,4 y 8 de anchura, y tienen forma de huso, con el ápice muy estrecho. Los cheilocistidios son abundantes, y sus dimensiones oscilan entre 40 y 45,6 µm de largo y entre 5,6 y 7,2 de ancho.

### Especies similares
El característico color azul del cuerpo fructífero y del látex hace que esta especie sea fácilmente reconocible. Existen otros Lactarius que presentan colores azulados:
- L. paradoxus, encontrada en el este de Norteamérica,[13] cuyo sombrero es de color azul grisáceo en su etapa joven, pero el pie y el látex son de un color que oscila entre el marrón rojizo y el marrón azulado;
- L. chelidonium, cuyo sombrero puede ser azul grisáceo, amarillento o marrón amarillento, y látex entre amarillento y marrón;
- L. quieticolor, cuya carne es azulada en el sombrero y entre naranja y naranja rojizo en la base del pie.[9]

## Hábitat y distribución

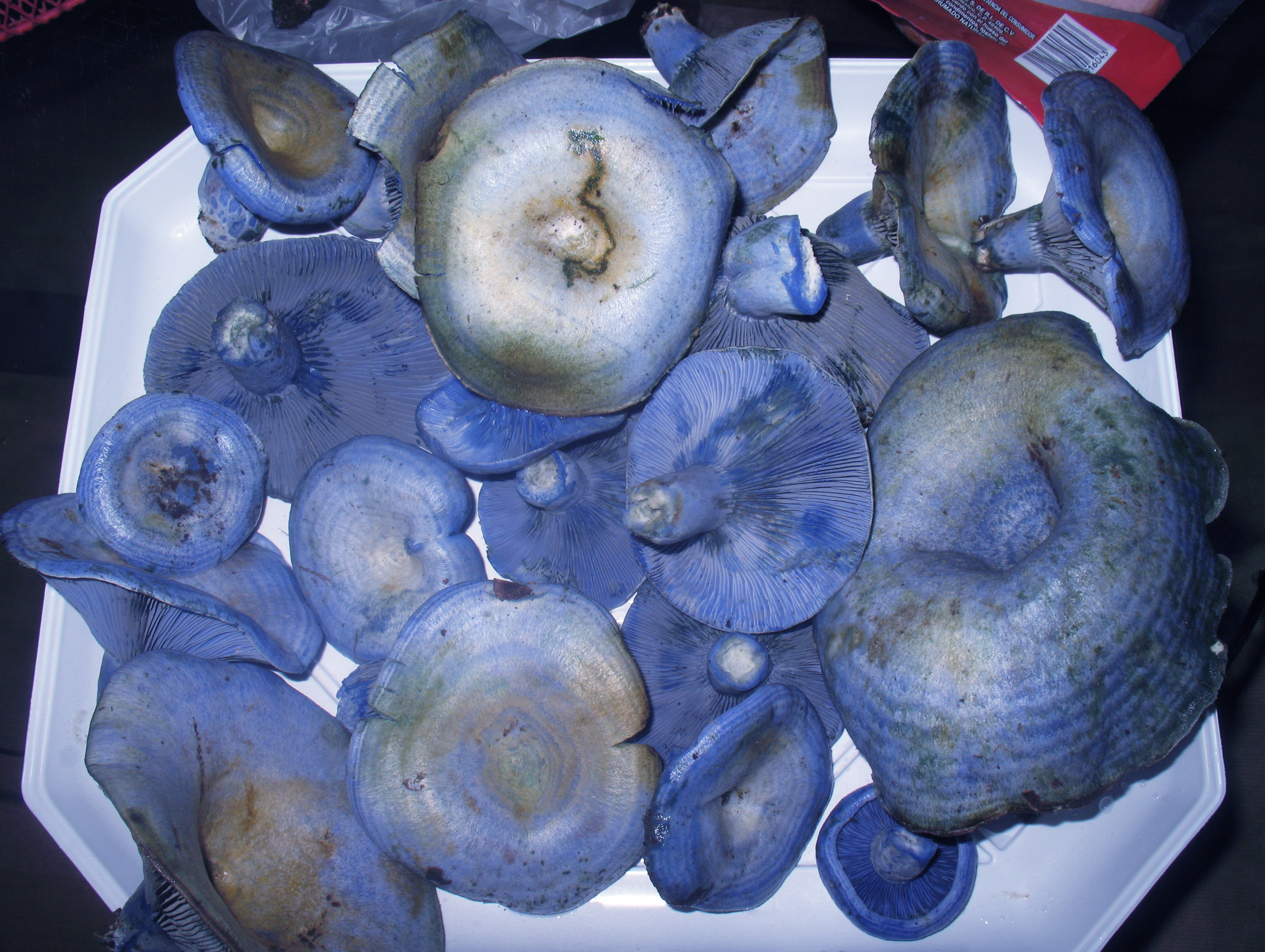
Colección de L. indigo en Jalisco, México

Esta seta forma micorrizas con pinos y robles, creciendo sobre todo durante el otoño. Se encuentra en casi todo el mundo, exceptuando Europa 

## Compuestos bioactivos
El color azul de L. indigo se debe principalmente al pigmento químico llamado azuleno. El compuesto, 1-estearoiloximetilen-4-metil-7-isopropenazuleno, extraído y purificado del cuerpo fructífero, es único de esta especie.